# Gran Premio motociclistico degli Stati Uniti d'America 1994
Il Gran Premio motociclistico degli Stati Uniti 1994 fu il dodicesimo Gran Premio della stagione e si disputò l'11 settembre 1994 sul circuito di Laguna Seca.
Nella classe 500 il vincitore fu per la prima volta nell'anno Luca Cadalora su Yamaha, davanti alla Cagiva di John Kocinski e alla Honda di Mick Doohan, mentre Kevin Schwantz subì un infortunio durante le prove e non prese parte alla gara.
Nella classe 250 a vincere fu Doriano Romboni, seguito da Max Biaggi e Tetsuya Harada; vista la caduta e il conseguente ritiro di Loris Capirossi, secondo in classifica prima del Gran Premio, Biaggi incrementò a 13 lunghezze il vantaggio di punti sul primo degli inseguitori, questa volta Tadayuki Okada, quarto all'arrivo.
Le prime tre posizioni nella gara della classe 125 furono occupate invece da Takeshi Tsujimura, Stefano Perugini e Peter Öttl. Noboru Ueda, giunto nono al traguardo, approfittò solo parzialmente del ritiro di Kazuto Sakata, riducendo a 44 i punti di ritardo dal leader del campionato a due gare dal termine della stagione.

## Classe 500

### Arrivati al traguardo
| Pos | Nº | Pilota               | Squadra                 | Motocicletta  | Giri | Tempo     | Griglia | Punti |
| --- | -- | -------------------- | ----------------------- | ------------- | ---- | --------- | ------- | ----- |
| 1   | 5  | Luca Cadalora        | Marlboro Team Roberts   | Yamaha        | 33   | 48:00.370 | 3       | 25    |
| 2   | 11 | John Kocinski        | Cagiva Team Agostini    | Cagiva        | 33   | +7.896    | 2       | 20    |
| 3   | 4  | Mick Doohan          | Honda Team HRC          | Honda         | 33   | +24.876   | 1       | 16    |
| 4   | 7  | Shin'ichi Itō        | Honda Team HRC          | Honda         | 33   | +36.125   | 4       | 13    |
| 5   | 10 | Doug Chandler        | Cagiva Team Agostini    | Cagiva        | 33   | +36.130   | 6       | 11    |
| 6   | 56 | Norifumi Abe         | Mister Yumcha Blue Fox  | Yamaha        | 33   | +44.454   | 11      | 10    |
| 7   | 17 | Alberto Puig         | Ducados Honda Pons      | Honda         | 33   | +59.116   | 9       | 9     |
| 8   | 6  | Alex Barros          | Lucky Strike Suzuki     | Suzuki        | 33   | +1:11.026 | 10      | 8     |
| 9   | 14 | Jeremy McWilliams    | Millar Racing           | Yamaha        | 33   | +1:15.888 | 12      | 7     |
| 10  | 50 | Niall Mackenzie      | Slick 50 Team WCM       | ROC Yamaha    | 33   | +1:22.916 | 14      | 6     |
| 11  | 19 | Sean Emmett          | Shell Harris Grand Prix | Harris Yamaha | 33   | +1:27.047 | 18      | 5     |
| 12  | 18 | Bernard Garcia       | Yamaha Motor France     | ROC Yamaha    | 32   | +1 giro   | 16      | 4     |
| 13  | 16 | Laurent Naveau       | Euro Team               | ROC Yamaha    | 32   | +1 giro   | 17      | 3     |
| 14  | 51 | Jean Pierre Jeandat  | JPJ Racing              | ROC Yamaha    | 32   | +1 giro   | 15      | 2     |
| 15  | 23 | Lucio Pedercini      | Team Pedercini          | ROC Yamaha    | 32   | +1 giro   | 19      | 1     |
| 16  | 44 | Marc Garcia          | DR Team Shark           | ROC Yamaha    | 32   | +1 giro   | 20      |       |
| 17  | 24 | Cristiano Migliorati | Team Pedercini          | ROC Yamaha    | 32   | +1 giro   | 25      |       |
| 18  | 27 | Bernard Haenggeli    | Haenggeli Racing        | ROC Yamaha    | 32   | +1 giro   | 22      |       |
| 19  | 34 | Bruno Bonhuil        | MTD Objectif 500        | ROC Yamaha    | 32   | +1 giro   | 23      |       |
| 20  | 21 | Cees Doorakkers      | Team Doorakkers         | Harris Yamaha | 31   | +2 giri   | 26      |       |
| 21  | 36 | Jean Foray           | Jean Foray Racing       | ROC Yamaha    | 31   | +2 giri   | 28      |       |

### Ritirati
| Nº | Pilota         | Squadra               | Motocicletta  | Giri | Griglia |
| -- | -------------- | --------------------- | ------------- | ---- | ------- |
| 25 | Marco Papa     | Team Elit             | ROC Yamaha    | 13   | 29      |
| 3  | Daryl Beattie  | Marlboro Team Roberts | Yamaha        | 9    | 7       |
| 20 | Kevin Mitchell | MBM Racing            | Harris Yamaha | 7    | 27      |
| 15 | John Reynolds  | Padgett's Motorcycles | Harris Yamaha | 1    | 13      |

### Non partiti
| Nº | Pilota           | Squadra             | Motocicletta | Griglia |
| -- | ---------------- | ------------------- | ------------ | ------- |
| 1  | Kevin Schwantz   | Lucky Strike Suzuki | Suzuki       | 5       |
| 8  | Àlex Crivillé    | Honda Team HRC      | Honda        | 8       |
| 79 | Chuck Graves     | Team ROC            | ROC Yamaha   | 21      |
| 12 | Juan López Mella | Lopez Mella Racing  | ROC Yamaha   | 24      |

### Non qualificato
| Nº | Pilota         | Squadra         | Motocicletta |
| -- | -------------- | --------------- | ------------ |
| 29 | Andreas Leuthe | Doppler Austria | ROC Yamaha   |

## Classe 250

### Arrivati al traguardo
| Pos | Nº | Pilota                    | Moto    | Giri | Tempo     | Griglia | Punti |
| --- | -- | ------------------------- | ------- | ---- | --------- | ------- | ----- |
| 1   | 5  | Doriano Romboni           | Honda   | 31   | 46:01.397 | 1       | 25    |
| 2   | 4  | Max Biaggi                | Aprilia | 31   | +1.433    | 2       | 20    |
| 3   | 1  | Tetsuya Harada            | Yamaha  | 31   | +1.631    | 7       | 16    |
| 4   | 8  | Tadayuki Okada            | Honda   | 31   | +2.575    | 4       | 13    |
| 5   | 11 | Nobuatsu Aoki             | Honda   | 31   | +2.749    | 6       | 11    |
| 6   | 15 | Luis d'Antín              | Honda   | 31   | +24.541   | 9       | 10    |
| 7   | 23 | Carlos Checa              | Honda   | 31   | +24.697   | 11      | 9     |
| 8   | 25 | Kenny Roberts Jr.         | Yamaha  | 31   | +37.433   | 13      | 8     |
| 9   | 12 | Wilco Zeelenberg          | Honda   | 31   | +37.849   | 18      | 7     |
| 10  | 28 | Ralf Waldmann             | Honda   | 31   | +40.927   | 8       | 6     |
| 11  | 6  | Andreas Preining          | Aprilia | 31   | +44.915   | 14      | 5     |
| 12  | 19 | Eskil Suter               | Aprilia | 31   | +45.154   | 16      | 4     |
| 13  | 20 | Adrian Bosshard           | Honda   | 31   | +46.499   | 15      | 3     |
| 14  | 32 | Jurgen van den Goorbergh  | Aprilia | 31   | +47.179   | 12      | 2     |
| 15  | 29 | Juan Bautista Borja       | Honda   | 31   | +1:11.885 | 19      | 1     |
| 16  | 16 | Patrick van den Goorbergh | Aprilia | 31   | +1:24.733 | 23      |       |
| 17  | 38 | Luis Maurel               | Honda   | 31   | +1:28.002 | 20      |       |
| 18  | 37 | Noël Ferro                | Honda   | 31   | +1:28.843 | 24      |       |
| 19  | 74 | Chris D'Aluisio           | Aprilia | 30   | +1 giro   | 26      |       |
| 20  | 30 | José Luis Cardoso         | Aprilia | 30   | +1 giro   | 27      |       |
| 21  | 35 | Rodney Fee                | Honda   | 30   | +1 giro   | 34      |       |
| 22  | 31 | Enrique de Juan           | Aprilia | 30   | +1 giro   | 33      |       |

### Ritirati
| Nº | Pilota               | Moto    | Giri | Griglia |
| -- | -------------------- | ------- | ---- | ------- |
| 97 | Richard Oliver       | Yamaha  | 28   | 17      |
| 17 | Jean-Philippe Ruggia | Aprilia | 26   | 5       |
| 62 | Jürgen Fuchs         | Honda   | 25   | 21      |
| 69 | James Haydon         | Honda   | 24   | 25      |
| 27 | Adi Stadler          | Honda   | 20   | 22      |
| 33 | Kristian Kaas        | Yamaha  | 19   | 30      |
| 22 | Jean-Michel Bayle    | Aprilia | 16   | 10      |
| 43 | Manuel Hernández     | Aprilia | 14   | 35      |
| 13 | Frédéric Protat      | Honda   | 13   | 28      |
| 39 | Alessandro Gramigni  | Aprilia | 13   | 32      |
| 2  | Loris Capirossi      | Honda   | 12   | 3       |
| 40 | Giuseppe Fiorillo    | Honda   | 8    | 29      |
| 34 | Christian Boudinot   | Aprilia | 5    | 31      |

## Classe 125

### Arrivati al traguardo
| Pos | Nº | Pilota                | Moto    | Giri | Tempo     | Griglia | Punti |
| --- | -- | --------------------- | ------- | ---- | --------- | ------- | ----- |
| 1   | 3  | Takeshi Tsujimura     | Honda   | 29   | 45:21.102 | 9       | 25    |
| 2   | 32 | Stefano Perugini      | Aprilia | 29   | +0.974    | 10      | 20    |
| 3   | 10 | Peter Öttl            | Aprilia | 29   | +1.552    | 5       | 16    |
| 4   | 12 | Haruchika Aoki        | Honda   | 29   | +14.715   | 2       | 13    |
| 5   | 8  | Jorge Martínez        | Yamaha  | 29   | +17.852   | 3       | 11    |
| 6   | 28 | Hideyuki Nakajō       | Honda   | 29   | +18.070   | 18      | 10    |
| 7   | 21 | Carlos Giró           | Aprilia | 29   | +18.744   | 8       | 9     |
| 8   | 1  | Dirk Raudies          | Honda   | 29   | +23.416   | 6       | 8     |
| 9   | 5  | Noboru Ueda           | Honda   | 29   | +33.070   | 4       | 7     |
| 10  | 31 | Gianluigi Scalvini    | Aprilia | 29   | +44.446   | 20      | 6     |
| 11  | 15 | Stefan Prein          | Yamaha  | 29   | +48.588   | 16      | 5     |
| 12  | 14 | Oliver Koch           | Honda   | 29   | +53.095   | 13      | 4     |
| 13  | 7  | Oliver Petrucciani    | Aprilia | 29   | +56.158   | 14      | 3     |
| 14  | 36 | Masaki Tokudome       | Honda   | 29   | +56.191   | 7       | 2     |
| 15  | 30 | Manfred Geissler      | Aprilia | 29   | +56.402   | 23      | 1     |
| 16  | 47 | Juan Enrique Maturana | Yamaha  | 29   | +1:03.388 | 26      |       |
| 17  | 22 | Lucio Cecchinello     | Honda   | 29   | +1:16.078 | 17      |       |
| 18  | 33 | Vittorio Lopez        | Honda   | 29   | +1:16.265 | 30      |       |
| 19  | 6  | Akira Saito           | Honda   | 29   | +1:16.554 | 12      |       |
| 20  | 29 | Gabriele Debbia       | Honda   | 29   | +1:16.942 | 11      |       |
| 21  | 26 | Emilio Alzamora       | Honda   | 29   | +1:20.930 | 22      |       |
| 22  | 25 | Neil Hodgson          | Honda   | 29   | +1:29.492 | 21      |       |
| 23  | 27 | Tomoko Igata          | Honda   | 29   | +1:33.868 | 25      |       |
| 24  | 44 | Yasuaki Takahashi     | Honda   | 29   | +1:33.961 | 27      |       |
| 25  | 51 | Max Gambino           | Aprilia | 28   | +1 giro   | 28      |       |
| 26  | 16 | Manfred Baumann       | Yamaha  | 28   | +1 giro   | 32      |       |
| 27  | 74 | Takahito Mori         | Honda   | 28   | +1 giro   | 31      |       |
| 28  | 39 | Nicolas Dussauge      | Honda   | 28   | +1 giro   | 33      |       |
| 29  | 75 | Kevin Murray          | Honda   | 27   | +2 giri   | 36      |       |

### Ritirati
| Nº | Pilota         | Moto    | Giri | Griglia |
| -- | -------------- | ------- | ---- | ------- |
| 37 | Frédéric Petit | Yamaha  | 16   | 29      |
| 50 | Maik Stief     | Aprilia | 14   | 15      |
| 24 | Hans Spaan     | Honda   | 4    | 34      |
| 2  | Kazuto Sakata  | Aprilia | 1    | 1       |
| 35 | Loek Bodelier  | Honda   | 0    | 19      |

### Non partiti
| Nº | Pilota            | Moto    | Griglia |
| -- | ----------------- | ------- | ------- |
| 11 | Fausto Gresini    | Honda   | 24      |
| 9  | Herri Torrontegui | Aprilia | 35      |